# Iedinka
Iedinka (en russe : Еди́нка), est un village du kraï du Primorié en Russie. Se situant dans le raïon de Terneï, il fut fondé en 1922 et sa population s'élevait à 17 habitants au recensement de 2010.

## Géographie

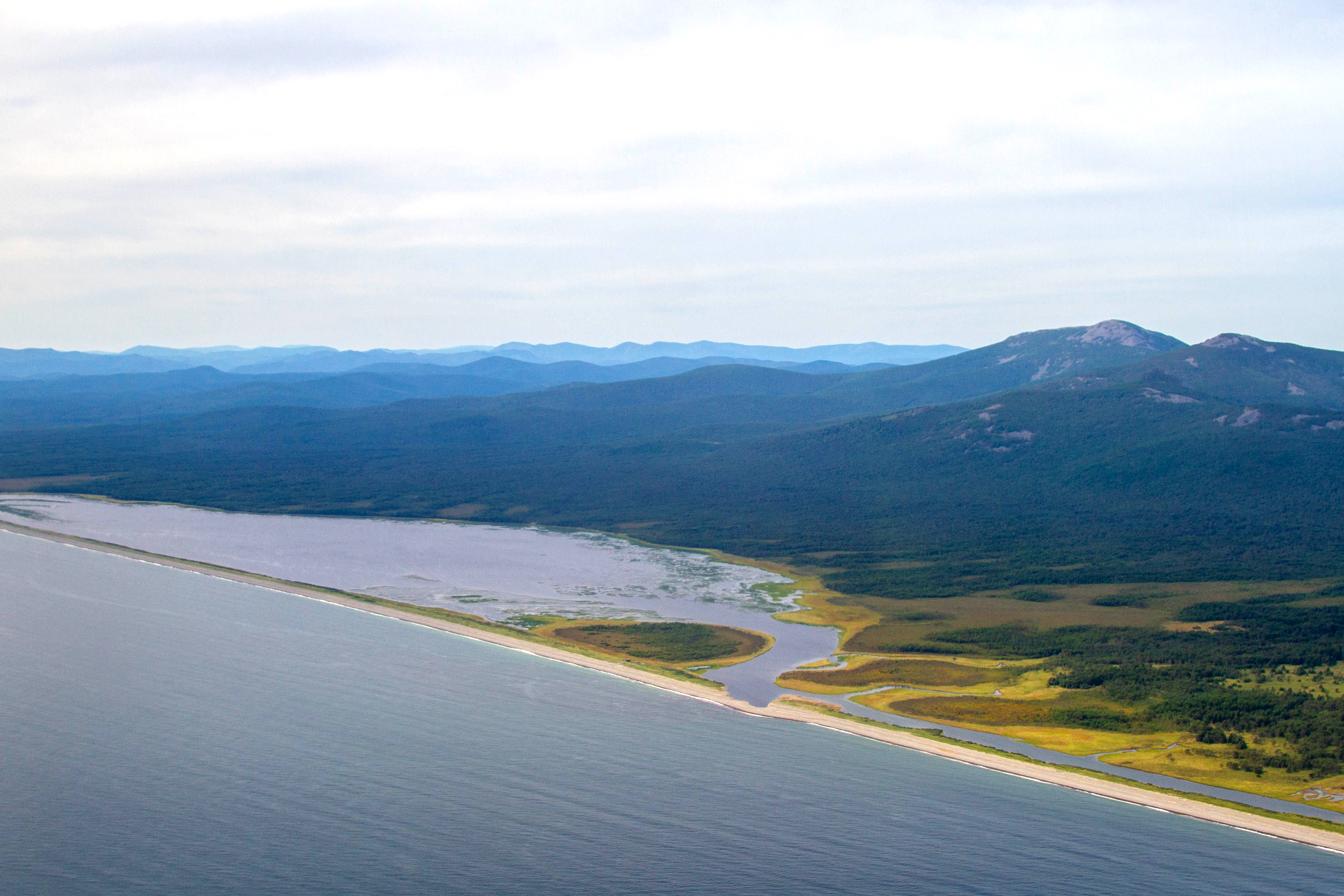
Vue aérienne du lac Bournoïe et de montagnes du Sikhote-Aline.

La localité est située dans le kraï du Primorié, un sujet de l'Extrême-Orient de la Russie, à côté de la Mandchourie chinoise. Elle se trouve dans le district fédéral Extrême-Oriental, à 695 km de Vladivostok, la capitale du kraï et du district, ainsi qu'à 6 430 km de la capitale du pays Moscou.
Iedinka est l'une des onze localités du raïon de Terneï, le raïon le plus au nord du kraï. Son centre administratif est la commune urbaine de Terneï, à 284 km au sud-ouest. Le village le plus proche est Peretytchikha, à 7 km au nord-ouest. Au nord-est, le village le plus proche est Samarga, à 12 km, et au sud-ouest Svetlaïa, à 75 km.
Le village se situe dans une plaine côtière longeant la mer du Japon, plus précisément le détroit de Tatarie, détroit séparant le continent asiatique de l'île de Sakhaline. Cette plaine côtière n'est large que de quelques kilomètres, mais est l'embouchure de deux fleuves côtiers ; la Samarga (ru) au nord, et la Iedinka (ru) au sud. À l'extrême-sud de cette plaine côtière se trouve le lac Bournoïe.
Le village se situe sur la rive gauche de la Iedinka (ru), cours d'eau long 108 kilomètres qui nait dans les montagnes environnantes. Ces montagnes qui longent la côte sont la cordillère du Sikhote-Aline, qui longe le littoral depuis l'Amour au nord jusqu'au golfe de Pierre-le-Grand au sud. En raison de son climat, le village est assimilé tout comme le raïon à la région du Nord.

## Histoire
Selon la bibliothèque régionale du Primorié, le village aurait été fondé en 1922, mais selon le projet des localités du Primorié, il aurait été fondé en 1911. Selon la seconde source, le village aurait été fondé en 1911 par des Vieux croyants venant de Transbaïkalie. Des Oudihés ont ensuite rejoint la colonie.
Dans les années 1920, le village vivait de l'agriculture et surtout des imports depuis d'autres lieux, dont Samarga.
Dans les années 1930, la population indigène migra partiellement vers la Chine,.
De 2004 à 2020, le village formait avec le village voisin de Peretytchikha une municipalité, l'établissement rural de Iedinka (ru),.

## Démographie
Recensements (*) et estimations de la population,,,:
|       | \| 1926* \| 2002 * \| 2010* \| - \| \| ----- \| ------ \| ----- \| - \| \| 193 \| 46 \| 17 \| - \| |       |   |
| 1926* | 2002 *                                                                                             | 2010* | - |
| 193   | 46                                                                                                 | 17    | - |

En 2002, sur les 46 habitants, il y avait 89 % de Russes.

## Économie et transports

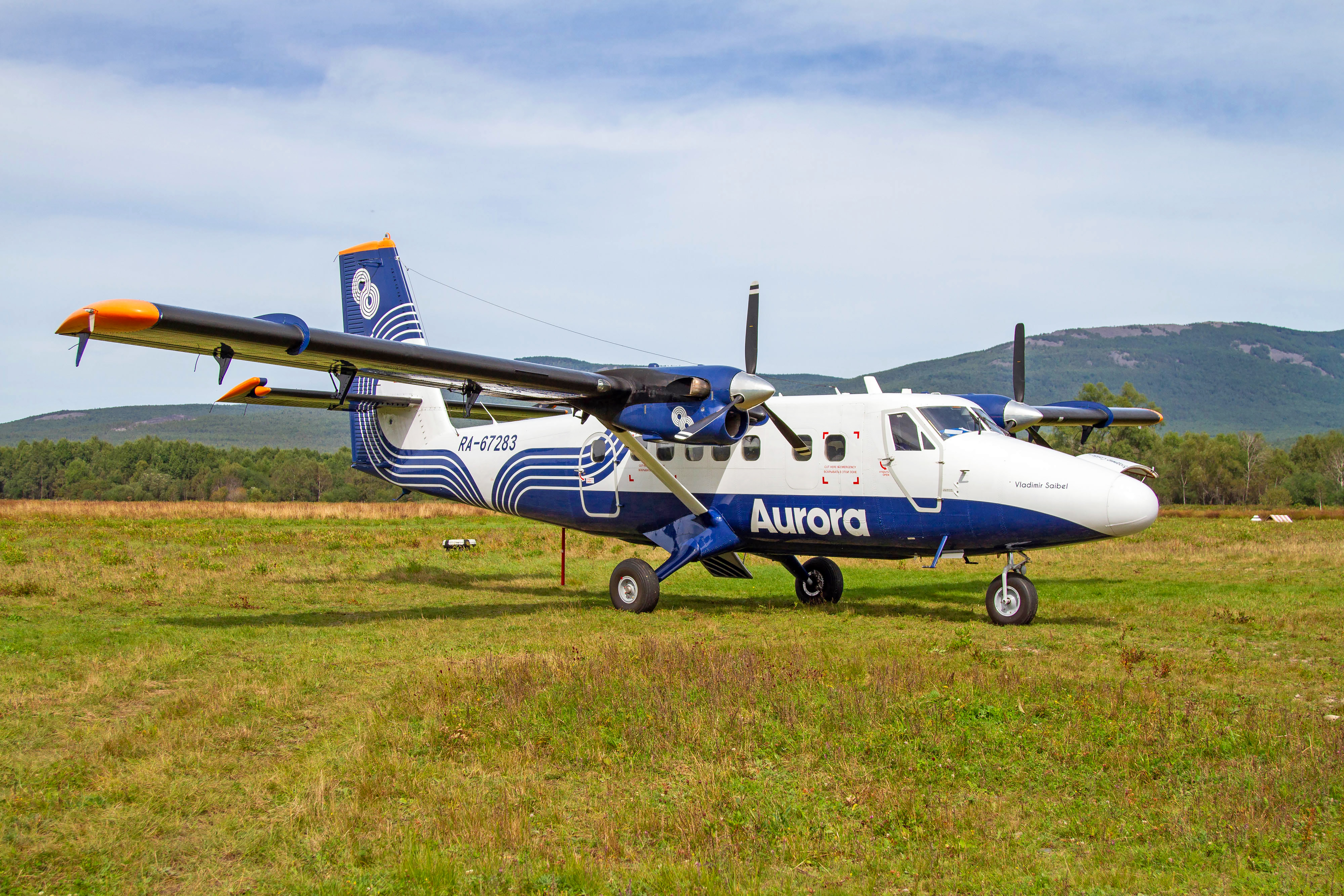
Un De Havilland Canada DHC-6 Twin Otter d'Aurora à Iedinka.

La sylviculture est l'activité principale du village. Il y a un bureau de poste dans le village.
En termes de transport, le village possède une piste d'atterrissage non bétonnée, desservie par de petits aéronefs en direction de Terneï et d'autres localités.
Une piste forestière relie le village à Svetlaïa au sud, prolongée au sud vers Amgou et Terneï. Depuis Terneï, le réseau régional, mieux entretenu, prend le relais en direction de Dalnegorsk et de la 05N-100. Une autre piste va vers Samarga au nord.